# ロング・メグ鉱山

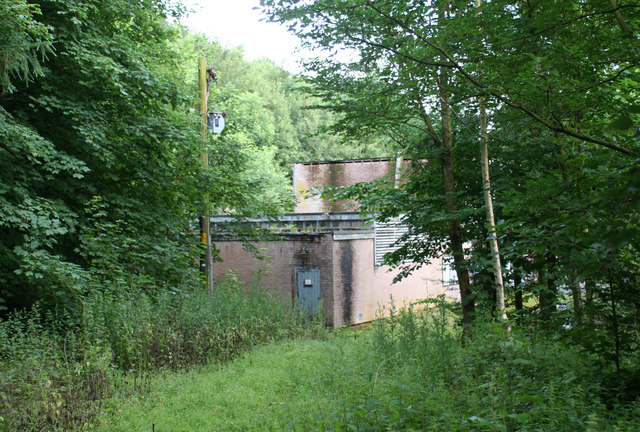
閉山したロング・メグ鉱山

ロング・メグ鉱山（ロング・メグこうざん、Long Meg Mine）は、ケイブ・ウッド・バレーとして有名な地域内にあるカンブリア州 リトル・サルケルド村の真北にある廃止された石膏鉱山である。1880年から1976年まで操業されていた。

## 歴史
ロング・メグ・プラスター株式会社は1880年に設立され、1885年に地下坑道を掘りながら操業を開始した。1886年にはセトル・カーライル線から標準軌間延長線が敷地内に接続された（距離0.35km）。この年の従業員数が12人（全員が地表採掘員）であり、鉱山名がロング・メグ・ドリフト、代理人がA・K・バズビーと記録されている。
1902年には従業員数が26人（内訳は12人が地下採掘員、14人が地表採掘員）と記録されている。しかしながら、1914年には従業員数が6人まで落ち込み（内訳は4人が地下採掘員、2人が地表採掘員）、1914年もしくは1915年のとある日に鉱山は放棄された。この当時の操業主はカーライル・プラスター・アンド・セメント会社であった。
1922年、カーライル・プラスター・アンド・セメント会社が硬石膏を抽出するために鉱山を再開した。1939年、鉱山はブリティッシュ・プラスター・ボード会社（現在のブリティッシュ・プラスター・ボード株式会社）に買収された。1976年1月に閉山されるまで、鉱山の従業員数は12人から29人の間で推移していた（内訳は地下採掘員が4〜22人、地表採掘員が4〜18人）。
1959年5月20日、100万トン目の硬石膏がウィドネスの製造工場に向けて出荷され、閉山前には500万トン以上の硬石膏が採掘されていた。
鉱山は鉱山、石膏工場やセトル・カーライル線の連結駅の間を通る荷車を入れ換えるために数台の機関車を所有していた。1954年6月10日にこの地に納入され、1969年に譲渡された「W.S.T」と命名された0-4-0バークレイ機関車は、現在タイン・アンド・ウィアにあるボウズ鉄道に保存されている。

## 現在の状況
現在の鉱山は劣悪な状態ではあるものの、大半の場所はリトル・サルケルド村からレイシー洞窟までのイーデン川の川岸沿いを走る一般歩道から眺めることができる。多くの場所で線路が嵩上げされておらず、一般歩道は金属細工品や枕木が露出したままの道と同じ方向を走っている。支線で利用されていた信号所も残存してはいるものの、鉱山の建物同様に老朽化が進んでいる。荷車などの様々な物体はこの地に残されたままになっている。坑道への入口と思われるものは塞がれたままである。新しい建物には「危険 - 立入禁止」の標識があるにもかかわらず、古い建物が占有している地域には主要歩道からの塀や掲示板は存在していないようである。近年になってからは明らかに一般人が利用するようになり、様々な建物に落書きが施されている。

### 総合
- ダーラム石膏博物館所蔵のロング・メグに関する論説
- ダーラム石膏博物館所蔵のカーライル・プラスター・アンド・セメント株式会社に関する論説
- カンブリア州訪問に関する論説
- W.S.Tに関するボウズ鉄道の論説

座標: 北緯54度43分58秒 西経2度40分45秒 / 北緯54.732742度 西経2.679033度